# Laisse parler les gens
Laisse parler les gens !!! est une chanson de zouk interprétée en quatuor par Jocelyne Labylle & Cheela et Jacob Desvarieux feat. Passi. Elle figure sur la compilation multi-artistes Dis l'heure 2 zouk et sort en single en juin 2003.
Le titre devient un des tubes de l'été, se classant en tête des ventes en France et en Belgique avec 700 000 exemplaires écoulés. Il obtient une nomination aux Victoires de la musique.
Cependant le chanteur et producteur guadeloupéen Henri Debs intente un procès pour plagiat d'une de ses chansons, Je reviendrai toujours, et obtient gain de cause en mars 2007.
Le titre en face b du single, L'Anmitié bell, également extrait de la compilation Dis l'heure 2 zouk, est interprété par Sonia Dersion et Lynnsha.

## Classements
| Classement (2003)                       | Meilleure position |
| --------------------------------------- | ------------------ |
| Belgique (Wallonie Ultratop 50 Singles) | 1                  |
| France (SNEP)                           | 1                  |
| Suisse (Schweizer Hitparade)            | 22                 |

## Certifications
| Pays           | Certifications |
| -------------- | -------------- |
| Belgique (BEA) | Or             |
| France (SNEP)  | Platine        |